# Acacia rugata
Acacia rugata là một loài thực vật có hoa trong họ Đậu. Loài này được (Lam.) Fawc. & Rendle miêu tả khoa học đầu tiên.